# العلاقات الجزائرية الموريتانية
العلاقات الجزائرية الموريتانية هي العلاقة بين دولتين مغاربيتين من دول المغرب العربي، الجزائر وموريتانيا. غالباً ما توصف العلاقة بين البلدين بأنها صديقة، رغم وجود عدة مواجهات سياسية بين دولتين في الماضي مثل حرب الصحراء الغربية، التي غزت موريتانيا والمغرب المنطقة معاً، في حين عارضت الجزائر ذلك ودعمت جبهة البوليساريو. ومع ذلك أضعف وأضعف من الجزائر في كل جانب، تخلت موريتانيا عن مطالبها وأعادت ربطها علاقاتها بالجزائر.
للجزائر سفارة في نواكشوط.
بينما يوجد في موريتانيا سفارة في الجزائر العاصمة.

## العلاقات الحالية
كان كلا البلدين يهدفان إلى العمل والتعاون معاً، بينما يحاولان عدم إغضاب المغرب، منافس الجزائر الشرس ولكن المستثمر الاقتصادي المهم في موريتانيا. تقوم الجزائر بتوسيع استثماراتها لموريتانيا لمواجهة التأثير المغربي.

## مقارنة بين البلدين
| وجه المقارنة         | الجزائر                              | موريتانيا               |
| -------------------- | ------------------------------------ | ----------------------- |
| المساحة              | 2,381,741 كم²                        | 1،030،700 كم²           |
| السكان               | 43,900,000 نسمة                      | 4,649,658 نسمة          |
| مؤشر التنمية البشرية | 0.759 (82 عالميا/2018)               | 0.527 (161 عالميا/2018) |
| العاصمة              | الجزائر العاصمة                      | نواكشوط                 |
| أكبر المدن           | الجزائر، سطيف، وهران، قسنطينة، عنابة | نواكشوط                 |
| نظام الحكم           | جمهوري                               | جمهورية إسلامية         |
| اللغات الرسمية       | اللغة العربية                        | اللغة العربية           |
| الديانات الرسمية     | الإسلام                              | الإسلام                 |
| العملة               | الدينار الجزائري                     | أوقية موريتانية         |
| رمز الهاتف الدولي    | 213+                                 | 222+                    |
| رمز الإنترنت         | .dz                                  | .mr                     |